# Harald Svensson (skådespelare)
Harald Frithiof Valdemar Svensson, född den 9 februari 1897 i Helsingfors, Finland, död den 7 april 1972 i Hägersten, var en finlandssvensk operettsångare och skådespelare.

## Biografi
Svensson studerade sång för Alexis af Enehjelm och scendebuterade 1916 på Vasa Teater, där han var engagerad fram till 1917. Han flyttade då till Helsingfors och uppträdde på Svenska Teatern under en säsong för att sedan återvända till Vasa teater, där han stannade kvar till 1924. Han spelade sedan i Sverige, först på Hippodromen i Malmö 1924–1931 och sedan vid Gösta Ekmans teater i Konserthuset, Stockholm 1931–1932. Efter två år vid Oscarsteatern 1932–1934 återvände han till Hippodromen.
I första äktenskapet var han gift 1923 med Edith Jonson och i andra från 1940 till sin död med Märta Hedberg. De fick dottern Maud. Harald Svensson är begravd på Västberga begravningsplats.

## Filmografi i urval
- 1925 – Den gamla herrgården
- 1925 – Miljonär för en dag
- 1928 – Hattmakarens bal
- 1934 – Atlantäventyret
- 1936 – Våran pojke
- 1937 – Adolf Armstarke
- 1937 – En flicka kommer till sta'n
- 1938 – Julia jubilerar
- 1938 – Svensson ordnar allt!
- 1941 – Snapphanar
- 1942 – En trallande jänta
- 1942 – Sol över Klara
- 1942 – Stinsen på Lyckås
- 1943 – Aktören
- 1943 – En fånge har rymt
- 1944 – När seklet var ungt
- 1945 – Den glade skräddaren
- 1946 – Hotell Kåkbrinken

## Teater

### Roller (ej komplett)
| År   | Roll                                  | Produktion | Regi               | Teater        |
| ---- | ------------------------------------- | --- | ------------------ | ------------- |
| 1932 | Paul Fontaine                         | Ökensången (The Desert Song) Oscar Hammerstein, Otto Harbach, Frank Mandel och Sigmund Romberg                      | Nils Johannisson   | Oscarsteatern |
| 1933 | Treville                              | De tre musketörerna (Die drei Musketiere) Rudolf Schantzer, Ernst Welisch och Ralph Benatzky                        | Nils Johannisson   | Oscarsteatern |
| 1933 |                                       | Lycka på resan! (Glückliche Reise) Max Bertusch, Kurt Schwabach och Eduard Künneke                                  | Nils Johannisson   | Oscarsteatern |
| 1933 | Fu-Li                                 | Leendets land (Das Land des Lächelns) Franz Lehár                                                                   | Gösta Ekman        | Oscarsteatern |
| 1934 | Major Henri de Château-Gibus Celestin | Lilla helgonet (Mam'zelle Nitouche) Hervé, Henri Meilhac och Albert Millaud                                         | Nils Johannisson   | Oscarsteatern |
| 1934 | Johann Michael Vogl                   | Jungfruburen (Das Dreimäderlhaus) Alfred Maria Willner, Heinz Reichert, Franz Schubert och Heinrich Berté           | Nils Johannisson   | Oscarsteatern |
| 1934 |                                       | En kvinna som vet vad hon vill (Eine Frau, die weiß, was sie will) Louis Verneuil, Alfred Grünwald och Oscar Straus | Nils Johannisson   | Oscarsteatern |
| 1940 |                                       | Cirkusprinsessan (Die Zirkusprinzessin) Julius Brammer, Alfred Grünwald och Emmerich Kálmán                         | Håkan von Eichwald | Vasateatern   |
| 1940 | Prästen En bonde                      | Puzzlespel (Puslespil) Kaj Munk                                                                                     | Oscar Winge        | Vasateatern   |
| 1943 |                                       | Tre valser (Drei Walzer) Oscar Straus, Paul Knepler och Armin Robinson                                              | Leif Amble-Naess   | Oscarsteatern |
| 1944 | Cantor                                | Serenad Staffan Tjerneld och Lajos Lajtai                                                                           | Leif Amble-Naess   | Oscarsteatern |
| 1960 |                                       | Så tuktas en argbigga (The Taming of the Shrew) William Shakespeare                                                 | Sandro Malmquist   | Riksteatern   |
| 1960 |                                       | Mannen och hans överman (Man and Superman) George Bernard Shaw                                                      | Gustaf Molander    | Riksteatern   |

## Radioteater

### Roller
| År   | Roll                   | Produktion                  | Regi        |
| ---- | ---------------------- | --------------------------- | ----------- |
| 1952 | Vendlas Arvid, spelman | Änkeman Jarl Vilhelm Moberg | Lars Madsén |